# Schangenbach
Der Schangenbach ist ein 1,4 km langer linker Zufluss des Steinbaches im Elsass.

## Geographie

### Verlauf
Der Schangenbach entspringt auf einer Höhe von etwa  267 m in den Nordvogesen in der Forêt domaniale de Steinbach nördlich vom Steinberg direkt an der deutsch-französischen Grenze. 
Er läuft zunächst etwa 250 m in östlicher Richtung, biegt dann nach Süden ab und durchfließt danach eine Grünzone. Er erreicht nun den Nordrand von Obersteinbach und durchquert unterirdisch verrohrt diese Ortschaft. 
Südlich der Rue Principale (D3) taucht er aus dem Untergrund wieder an der Erdoberfläche auf und mündet schließlich auf einer Höhe von  244 m  von links in den Steinbach.

### Einzugsgebiet
Das etwa 1,7 km große Einzugsgebiet des Schangenbach wird durch ihn über den Steinbach, die Sauer und den Rhein zur Nordsee entwässert. Es liegt im Grenzbereich von Deutschland und Frankreich.
Seine Aue wird landwirtschaftlich als Wiesen oder Felder genutzt und die höheren Lagen sind bewaldet. Die höchste Erhebung ist der zum Schönauer Felsenland gehörende Große Florenberg mit 465 m ü. NHN im Norden des Einzugsgebiets.
Der einzige bewohnte Ortschaft im  Einzugsgebiet ist Obersteinbach im Mündungsbereich.